# Chalvey
Chalvey est un ancien village devenu un faubourg de Slough, sous l'administration de Slough, dans le Berkshire, en Angleterre. Il a été transféré dans le Berkshire à partir du Buckinghamshire en 1974.

## Géographie
Le 23 juillet 2007, une émission télévisée de BBC1 estime que Chalvey est surpeuplée d'immigrants et de membres de minorités ethniques. L'agglomération compte une importante communauté asiatique.

## Toponymie
Son nom est relevé dès 1217 : "Calf Island", de Cealf meaning calf. Comme son nom l'indique, Chalvey se trouve dans la vallée de la Tamise.

## Histoire
Chalvey n'a jamais constitué une paroisse. Elle a été jumelée avec Upton au sein de la paroisse d'Upton-cum-Chalvey.
En même temps que Slough, Chalvey développe une communauté ouvrière avec l'habitat correspondant:37.
En 1849, la ligne de chemin de fer « Slough to Windsor & Eton » est construite, traversant le centre de Chalvey. Une halte est installée en 1929 mais ferme dans les années qui suivent.
Entre 1850 et 1880, se forme la légende du "Chalvey Stab Monkey" : la première personne ivre morte le jour anniversaire des funérailles du singe devient maire de Chalvey:40.
Le premier Lord du manoir de Chalvey est relevé en 1502. Le lord actuel, Christopher Johnson, vit aux États-Unis.